# Álvaro VI do Congo
Álvaro VI Afonso (1581 - 1641) foi o manicongo do Reino do Congo entre 27 de agosto de 1636 e 22 de fevereiro de 1641.  

## Biografia
D. Álvaro Afonso nasceu em 1581, sendo descendente de D. Ana Antumba, filha do rei D. Afonso I. 
Ele foi nomeado em 1636 como governador e duque de Umbamba, uma forma de agradecimento do rei D. Álvaro V por ele e seu irmão D. Garcia terem combatido um governador rebelde e garantido seu trono. Pouco tempo depois, ele e seu irmão foram vitimas de uma conspiração por parte do próprio rei D. Álvaro, devido ao medo da grande influência e poder que os irmãos acumulavam. Após descobrir a conspiração, ele e seu irmão promovem um novo golpe de estado, que culminou na deposição e posterior morte do rei. 
Pouco tempo depois, Álvaro Afonso foi eleito como novo manicongo pelo Conselho Real. O novo rei cedeu mais poder aos governadores locais e pediu ao governador de Luanda o envio de padres capuchinhos para reestruturar o catolicismo no reino, coisa que muitos reis anteriores haviam feito, mas desta vez o monarca manteve os padres sobre suas leis e ordens, diferentemente do século anterior onde muitos padres tinham mais influencia que o rei e a corte, além de que eram a favor do tráfico de escravos. 
O rei sempre foi contra as invasões holandesas na região e apoiou Portugal. Entretanto o apoio do Reino do Congo durante seu reinado na Guerra dos Oitenta Anos foi meramente simbólico. 
O rei faleceu em 1641, sendo sucedido por seu irmão D. Garcia II e adiando a sucessão de seu filho, D. Pedro que morreu poucos anos depois. 